# Albulina pheretinus
Albulina pheretinus är en fjärilsart som beskrevs av Otto Staudinger. Albulina pheretinus ingår i släktet Albulina och familjen juvelvingar. Inga underarter finns listade i Catalogue of Life.